# أولاد فرج (قبيلة)

أولاد فرج قبيلة عربية مغربية تاريخية، يحدها شرقا وادي أم الربيع الذي يفصلها عن أراضي اتحادية قبائل الشاوية، وشمالا قبيلة الحوزية، وغربا قبيلة أولاد بوعزيز، وجنوبا قبيلة أولاد بوزرارة وقبيلة العونات، وفي أراضيها الشرقية تقع قصبة بولعوان الإسماعيلية الشهيرة.

## النسب والفروع
يرجع أصل قبيلة أولاد فرج إلى عرب بني هلال، فهم أبناء فرج بن توبة بن عطاف بن جبر بن عطاف بن عبد الله بن دريد بن أثبج بن أبي ربيعة بن نهيك بن هلال.وابن عبد الرحمن ابن فرج وعمائرها الكبرى الشهيب وأولاد عبد الغني وتحتها عدد كبير من البطون، وقبيلة أولاد زيد أحد أكبر فروعها الذي استقل عن الفرع الأم. يضاف إليهم قبيلة القواسم "الطير الحر" وهي قبيلة عدنانية من إلياس بن مضر.

## تاريخ القبيلة
دخل أولاد فرج في جملة العرب الذين أدخلهم المنصور الموحدي المغرب الأقصى بعد انتصاره على ابن غانية بتونس، وأنزلهم بمنازلهم الحالية. يقول ليون الأفريقي في كتابه وصف إفريقيا: كانت أثبج أشرف العرب وأنبهها شأنا فاختارهم المنصور لسكنى دكالة وسهول تادلة ويؤدون في أيامنا هذه ضرائب أخرى، ويبلغ عددهم نحو مائة ألف مقاتل نصفهم من الفرسان. وهم ينتمون إلى قبائل الشرقية أو «الشراڭة» التي تضم قبائل منطقة دكالة الست أولاد فرج وأولاد بوعزيز وأولاد بوزرارة والعونات وأولاد عمور وأولاد عبدالرحمن ابن فرج، وسميت الشرقية لأنها جاءت من الشرق.
ظلت قبيلة أولاد فرج تسكن في الجزء الشمالي الشرقي من دكالة منذ زمن بعيد. وهكذا تحدث مارمول وهو مؤرخ أسباني في بداية القرن 16 م/ 10 ه عن أولاد فرج وذكر انهم كانوا من اقوياء العرب اسفي وازمور، وكانت تخضع لهم مدن تدعى غربية السكة وذكر ان أولاد فرج كانت تتوفر على 500 فارس و 6000 من المشاة موزعين على 54 دوارا.اما فقد حدد مجال قبيلة أولاد فرج في القرن 16 م/10 ه بدقة أكثر، وذكر انها كانت توجد شرق ازمور وجنوب ام الربيع، وتصل شرقا إلى قرية بنكيز وتافوف الواقعتين على مشارف هسكورة السهل، وانها تمتد إلى ست مراحل شرق قرية مكروس وتتصل بأولاد عمران السكاون من ناحية الغرب ومن فروع أولاد فرج أولاد زيدبعرب الشرق.واولاد عبد الرحمن ابن فرج بعرب ابوساعد في القرن 17 م/11 ه في كتابه الأقنوم في مبادئ العلوم لذكريات أولاد فرج وقال:
فصل في دكالة بنو هلال أولاد عمران ويقال
أولاد بوعزيز الشرقية أولاد سبطة كذا الغربية
و هكذا العونات أولاد فرج المجدوب منهم خرج
و هو يعني ب المجدوب منهم خرج عبد الرحمن ابن فرج المجدوب الهلالي الفرجي والذي ينتسب إلى أولاد فرج.و من المراكز التاريخية المشهورة عبر تاريخ أولاد فرج قرية بولعوان. حيث يشير مارمول انها كانت مدينة حسنة على نهر ام الربيع تحيط بها الأسوار وابراج قديمة في موقع مناسب، وسكانها اغنياء ويكسبون اراضي كثيرة للحرث وعددا هائلا من الماشية في اراضي صالحة للرعي.و كان الحسن الوزان قد اشار إلى ان كل الذين كانوا يمرون بمركز بولعوان يستضافون بها في دار مخصصة لذلك على نفقة السكان المحليين. ومن المعروف ان مدينة بولعوان قد دمرها البرتعاليون خلال قتالهم مع أولاد فرج ولم يبقى منها الا القصبة المعروفة اليوم.واعرفت قبيلة ابوفرج بقبيلة الشرقي